# ویندسور، شهرستان شلبی، ایلینوی
ویندسور، شهرستان شلبی، ایلینوی (به انگلیسی: Windsor, Shelby County, Illinois) یک شهر در ایالات متحده آمریکا با جمعیت ۱٬۱۸۷ نفر است که در شهرستان شل‌بای واقع شده‌است.